# Front v tylu vraga
Front v tylu vraga (Фронт в тылу врага) è un film del 1981 diretto da Igor' Aronovič Gostev.

## Trama
Il distaccamento di Mlynskij ha il compito di promuovere l'unificazione internazionale di polacchi, cechi e slovacchi al fine di catturare con loro un campo di addestramento dove stanno testando armi segrete fasciste.